# بيني بارسونز
بيني بارسونز (بالإنجليزية: Benny Parsons) هو سائق سيارة سباق ومعلق رياضي أمريكي، ولد في 12 يوليو 1941 في مقاطعة ويلكس في الولايات المتحدة، وتوفي في 16 يناير 2007 في تشارلوت في الولايات المتحدة بسبب سرطان الرئة.

## وصلات خارجية
- الموقع الرسمي
- بيني بارسونز على موقع Racing-Reference.info (الإنجليزية)
- بيني بارسونز على موقع DriverDB.com (الإنجليزية)